# Justicia micrantha
Justicia micrantha är en akantusväxtart som först beskrevs av Oersted, och fick sitt nu gällande namn av V.A.W. Graham. Justicia micrantha ingår i släktet Justicia och familjen akantusväxter. Inga underarter finns listade i Catalogue of Life.